# حسونة

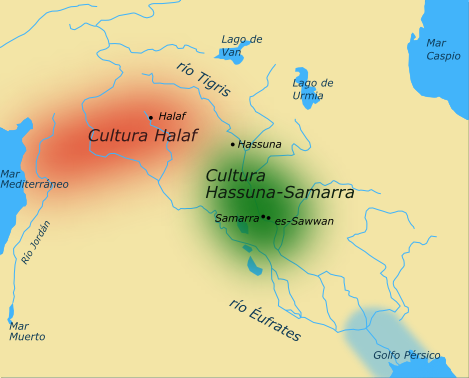
موقع حسونة

حسونة أو تل حسونة وهي منطقة أثرية قديمة في بلاد الرافدين كانت تقع في بلاد آشور، وهي تعتبر أول المراحل الثقافية المعروفة في العراق في فترة ماقبل التاريخ. وحاليا هي تقع في محافظة نينوى في العراق على الضفة اليسرى لنهر دجلة وتبعد عن مدينة الموصل حوالي 30 كلم جنوبا.
سكنت هذه المنطقة من قبل الإنسان قبل حوالي 6000 سنة قبل الميلاد، حيث كانت موقع جيد للزراعة وتهطل فيها أمطار كافية لأجل الزراعة، وهذا الموقع هو من أول المناطق الزراعية في شمال بلاد الرافدين، وسكان حسونة سكنوا في قرى قريبة بينهم تبعد الواحدة عن الأخرى حوالي 2-5 كلم وكانوا سكان هذه المنطقة يمتهنون الزراعة كما أنهم كانوا يصنعون الفخار، وهذه القرى الزراعية كانت تشبه إلى حد ما القرى التي تم اكتشافها في أريحا في فلسطين.
ومن الممكن تمييز عدة وجوه من ثقافة حسونة إذ انه قد تطورت أول مستوطنة في حسونة نفسها بعد المراحل الأولى لإنتاج مواد الغذاء. ويظهر هذا من وجود المجاريش (جمع مجرشة) وهي الأداة المستعملة لجرش وطحن الحبوب. وبعض الادوات الحجرية مثل المجارف، ووجود الفخار لصنع الجرار المستخدمة لخزن الذرة. ولكن هذه المنطقة بقيت محافظة على هويتها الحجرية الحديثة. وماعدا استيرادها لأحجار الزجاج البركاني فقد بقيت عبارة عن وحدة اقتصادية منغلقة تعيل نفسها بنفسها. وفوق ذلك فلا تعتبر ثقافة حسونة من عهد العصر الحجري الحديث فحسب، بل من العهد الحجري الحديث المبكر نظرا لوجود الكتل الصلصالية المستعملة في المقلاع مما يدل على ان الصيد لا يزال يلعب دورا رئيسيا في تأمين حاجات الغذاء.
هذا الموقع اكتشف بين عامي 1943-1945 من قبل فرقة من علماء الآثار العراقيين والأجانب قادهم سيتون لويد. وبالأضافة إلى موقع حسونة الذي سميت تلك الحضارة بأسمة فقد وجدت بعض المستوطنات التي تشكل جزءا من نفس تلك المرحلة المبكرة وهي مستوطنات مطره جنوب كركوك ونينوى وعرباشيه.

## النشاط الزراعي
تدل الأدوات المكتشفة في حسونة أن سكانها كانوا يتبعون ثقافة الفأس والمجرفة في الزراعة. ونظرا لأن تلك العملية تنهك التربة بسرعة مما يجبر السكان على تغيير امكنتهم واقامتهم من وقت لآخر، لهذا فمن المحتمل أن تكون مجتمعات حسونة القديمة مجتمعات بداوة إلى حد ما.
وبعد هذا الطور الأول من الاحتلال المؤقت في مواقع حسونة تبع ذلك وقت طويل من الاحتلال المستمر مما يوحي بأن بعض الأساليب الزراعية الفعالة قد بدأت وخصوصا فترة إراحة الأرض وتركها من غير زرع رغبة في إراحتها مما يمنع التخريب السريع لخصوبه الأرض. وبالنسبة لحصاد الذرة فقد وجدت هناك مناجل تتألف من رقائق من الصوان متوضعة في قواعد خشبية وملتصقة بواسطة البيتومين. ولم تظهر في هذه الفترة أي استعمالات للمعادن بعد.

## اساليب البناء والأنشطة الحرفية
تبع التطور في مجال الزراعة تطورات في اساليب بناء البيوت الشرقية النموذجية. فأصبح البيت يتألف من عدد من الغرف المتجمعة حول باحة مركزية. ولا تزال هناك بيوت من هذا النوع موجودة في العراق حتى الآن. وفي هذه الفترة صنعت الأحجار المجنوفة التي كانت الأبواب تدور على محورها. وكذلك فقد وجدت بعض الأفران الصلصاليه (التنور) لصنع الخبز.
ولقد ظهرت اصول الفخار المزين في فترة حسونة، فقد ظهرت بعض الأدوات الفخارية التي تحمل اشارات هندسية وصور حيوانات وهذه تدعى فخار سمارة، وقد أخذ هذا الاسم من الموقع الشهير في منتصف نهر دجلة والذي اكتشف عام 1911. هذا وقد وجدت اوان فخارية مشابة لأواني حسونة في عموق في سوريا ومرسيين على سواحل كليكية مما يدل على ان مستوطنات حسونة ومنذ بدايتها كانت جزءا من تلك المجموعة الثقافية الواسعه الانتشار.

## النشاط التجاري
تطورت التجارة خلال هذه الفترة، فبالإضافة إلى الزجاج البركاني تم استيراد عدة أحجار كريمة أخرى مثل الفيروز والمكيت المستعملة في عمل الخرز والتعاويذ. ولا شك ان هذه المواد كانت ترافقها بعض البضائع القابلة للتلف من أنواع تغيب عن ملاحظة علماء الآثار.

## القضايا الدينية
وأما القضايا الدينية في موقع حسونة فهي تنعكس بوجود بعض التماثيل الصلصالية الصغيرة فضلا عن الجرار التي كان يدفن بها الأطفال. كما وجدت أواني مرافقة للمدفونين والتي من الممكن أنها كانت تحتوي على بعض الأطعمة والمياه، ربما تشير إلى وجود اعتقاد بالحياة بعد الموت.